# Aeroportul Internațional Lungi
Aeroportul Internațional Lungi (IATA: FNA, ICAO: GFLL) este un aeroport din Port Loko District⁠(d), North West Province⁠(d), Sierra Leone ce deservește zona Freetown. 
Situat la o altitudine de 26 m, aeroportul dispune de 1 pistă.

## Infrastructură

### Piste
Aeroportul dispune de o singură pistă. Pista are orientarea 12/30.